# Parese
Onder een parese (Grieks: πάρεση, páressi - de [musculaire] zwakte) verstaat men een gedeeltelijke, onvolledige verlamming van spieren. Een volledige verlamming noemt men gewoon een verlamming, ook wel paralyse of plegie. Een verlamming voor het gevoel, ook wel doofheid, noemt men een sensibele verlamming.
Paresen worden meestal veroorzaakt door neurologische storingen in de hogere motorische neuronen, die van de hersenen tot het ruggenmerg lopen en dan omgeschakeld worden naar lagere motorische neuronen.

## Vormen

### Monoparese
Monoparese betekent een verzwakking van één ledemaat of een deel daarvan.

### Diparese
Diparese betekent een verzwakking van beide benen of beide armen.

### Paraparese
Paraparese betekent een verzwakking van de onderste ledematen.

### Hemiparese
Hemiparese betekent een verzwakking aan één kant van het lichaam. Meestal is een CVA (beroerte) de oorzaak. De verlamming vindt plaats aan de overstaande kant, doordat de zenuwbanen in het foramen occipitale magnum naar de andere kant van het lichaam overkruisen (decussatio pyramidum, piramidebaankruising). hemiplegie betreft een halfzijdige verlamming van het lichaam. Bij hemiplegie is sprake van een volledige verlamming aan een zijde van het lichaam.

#### Uitzonderingen
Enige uitzondering op de contralaterale hemiparese (verlamming aan de overstaande kant) betreft de notch (inkeping) van Kernohan. Hierbij wordt door zwelling aan de aangedane zijde (door bloeding of groot infarct) de niet-aangedane piramidebaan tegen het harde en onbeweeglijke Tentorium cerebelli (het harde hersenvlies dat de kleine hersenen overspant, als een 'tent') gedrukt; de motorische uitval ontstaat nu aan dezelfde kant van de bloeding of het infarct, omdat de beknelde piramidebaan pas lager in de hersenstam kruist (dus naar de aangedane zijde).

### Triparese
Triparese betekent een verzwakking van drie van de vier ledematen, dus er blijft één gespaard.

### Quadriparese
Quadriparese (of tetraparese) betekent een verzwakking van alle vier de ledematen. Wanneer er sprake is van een volledige verlamming van alle vier de ledematen, spreekt men van quadriplegie of tetraplegie.